# منتخب الأوروغواي لكأس فيد
منتخب الأوروغواي لكأس فيد (بالإسبانية: Equipo de Fed Cup de Uruguay)‏ هو ممثل الأوروغواي الرسمي في كرة المضرب في كأس فيد.